# Саговник Румфа
Саговник Румфа (лат. Cycas rumphii) — вечнозелёное древовидное растение рода Саговник. Видовое латинское название дано в честь голландского натуралиста Георга Эберхарда Румфа (1627—1702).

## Ботаническое описание
Ствол древовидный, 3, реже 10 м высотой, 11—20 см диаметром в узком месте.
Листья ярко-зелёные, очень блестящие, длиной 150-250 см.
Пыльцевые шишки веретеновидные, от жёлтого до коричневого цвета (бледные). Мегаспорофилы 18—32 см длиной, белые войлочные или жёлто-войлочные.
Семена плоские, яйцевидные, длиной 45 мм, шириной 30 мм; саркотеста оранжево-коричневая, налетом не покрыта.

## Распространение и экология
Вид распространён в Индонезии (Ява, Молуккских острова, Папуа, Сулавеси) и Папуа-Новой Гвинее (Новая Гвинея). Произрастает на высотах от 10 до 200 метров над уровнем моря. Этот вид растёт в прибрежных и дождевых лесах; часто на дюнах, состоящих из коралловых песков и кораллового известняка.
Широко используется как источник пищи.
Угрозы этому виду неизвестны, хотя имеет место потеря среды обитания.

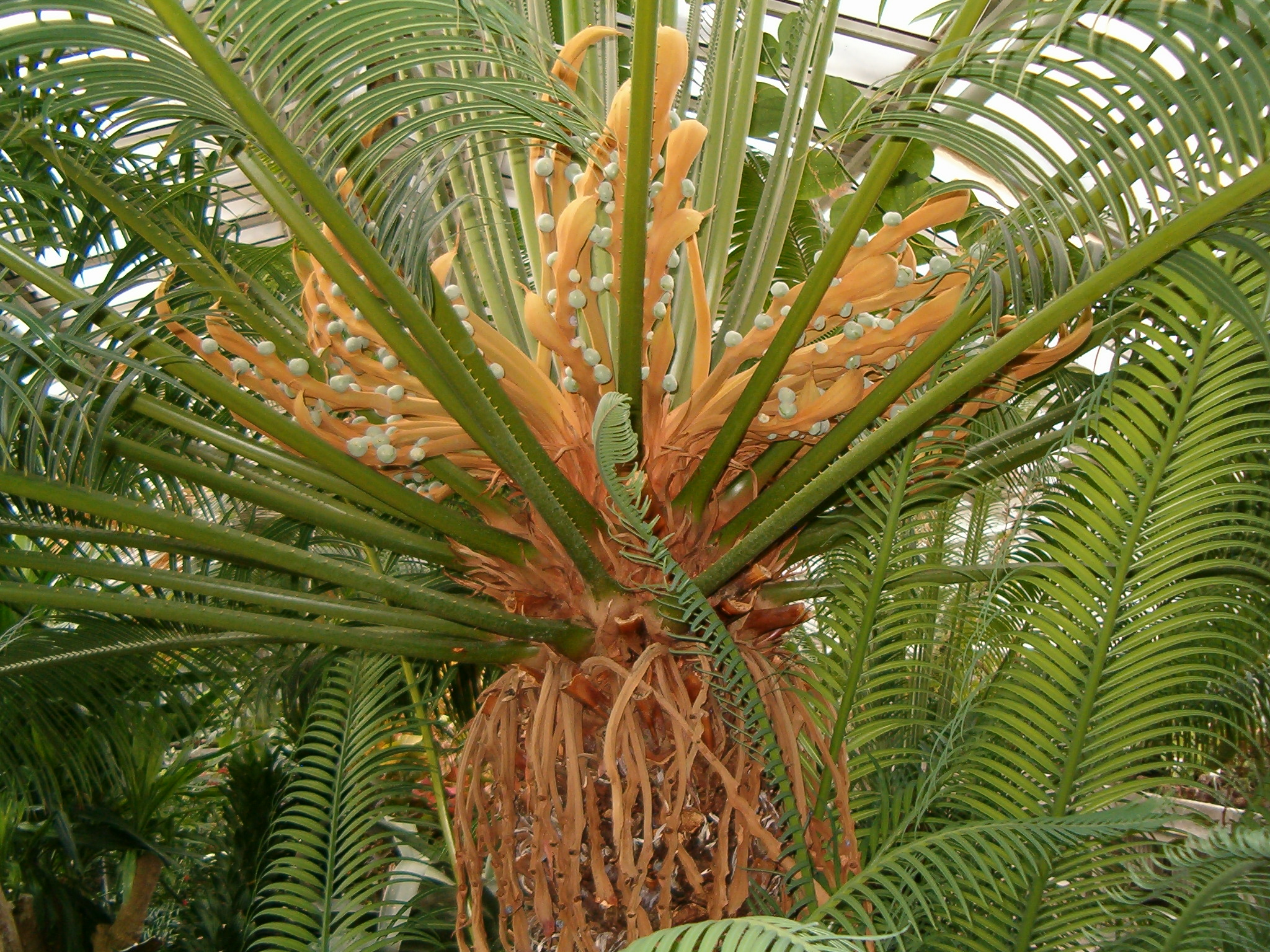
Женское растение с мегаспорофилами
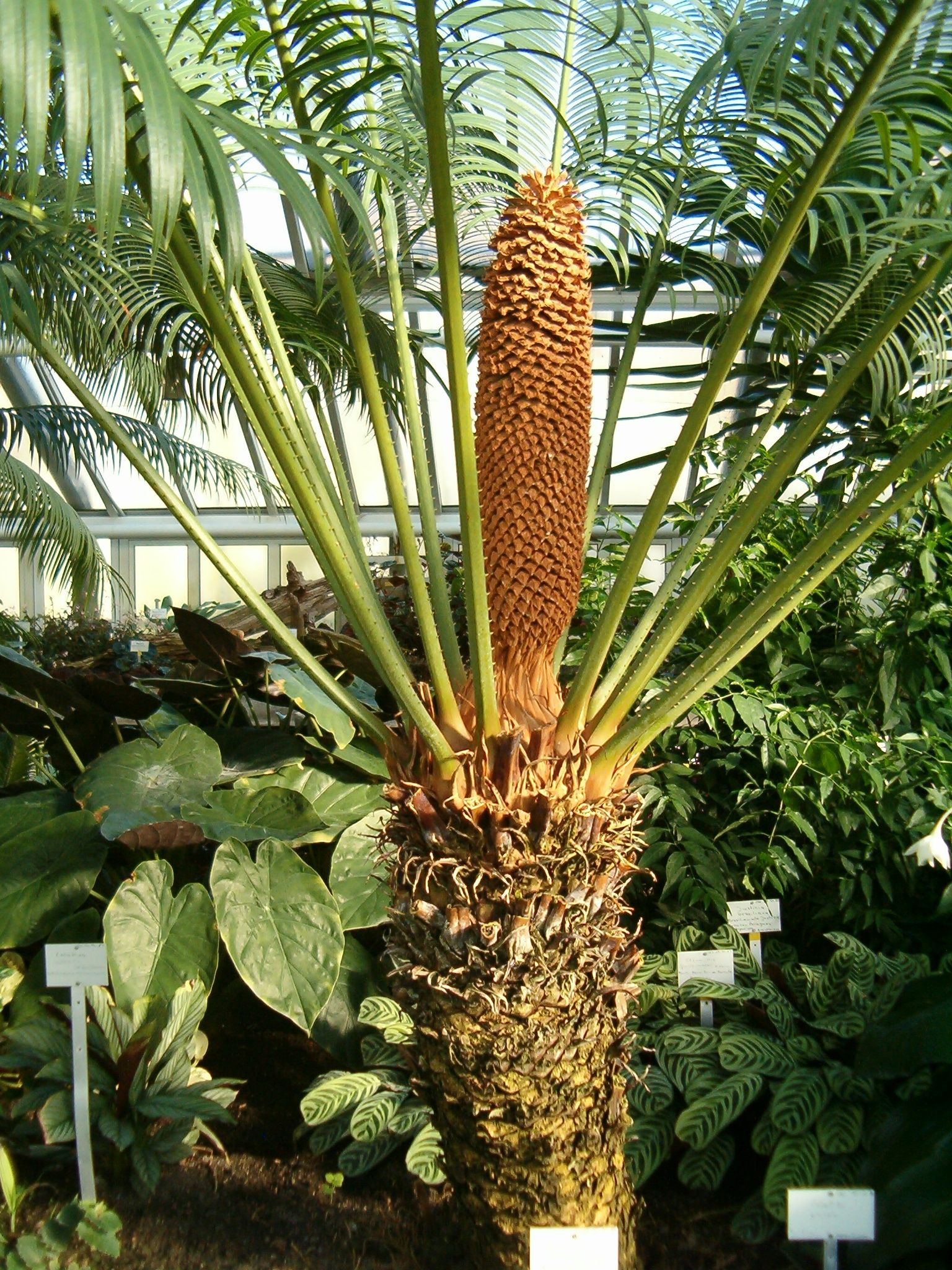
Мужские шишки